# Daniel Catenacci
Daniel "Dan" Catenacci, född 9 mars 1993, är en kanadensisk professionell ishockeyforward som är kontrakterad till New York Rangers i National Hockey League (NHL) och spelar för deras primära samarbetspartner Hartford Wolf Pack i American Hockey League (AHL). Han har tidigare spelat på NHL-nivå för Buffalo Sabres och på lägre nivåer för Rochester Americans i AHL och Sault Ste. Marie Greyhounds och Owen Sound Attack i Ontario Hockey League (OHL).
Catenacci draftades i tredje rundan i 2011 års draft av Buffalo Sabres som 77:e spelare totalt.

## Statistik
| 2008–2009  | York Simcoe Express         | ETAMMHL    | 39  | 42  | 45  | 87  | 152 | —  | — | —  | —  | —  |
|            | Villanova Knights           | OJHL       | 2   | 1   | 0   | 1   | 4   | —  | — | —  | —  | —  |
| 2009–2010  | Sault Ste. Marie Greyhounds | OHL        | 65  | 10  | 20  | 30  | 68  | 5  | 1 | 1  | 2  | 6  |
| 2010–2011  | Sault Ste. Marie Greyhounds | OHL        | 67  | 26  | 45  | 71  | 117 | —  | — | —  | —  | —  |
| 2011–2012  | Owen Sound Attack           | OHL        | 67  | 33  | 39  | 72  | 114 | 5  | 1 | 3  | 4  | 8  |
| 2012–2013  | Owen Sound Attack           | OHL        | 67  | 38  | 41  | 79  | 115 | 12 | 3 | 6  | 9  | 32 |
|            | Rochester Americans         | AHL        | 2   | 1   | 2   | 3   | 0   | —  | — | —  | —  | —  |
| 2013–2014  | Rochester Americans         | AHL        | 76  | 10  | 10  | 20  | 32  | 2  | 0 | 0  | 0  | 0  |
| 2014–2015  | Rochester Americans         | AHL        | 68  | 15  | 14  | 29  | 60  | —  | — | —  | —  | —  |
| 2015–2016  | Buffalo Sabres              | NHL        | 11  | 0   | 0   | 0   | 0   | —  | — | —  | —  | —  |
|            | Rochester Americans         | AHL        | 50  | 12  | 12  | 24  | 39  | —  | — | —  | —  | —  |
| 2016–2017  | Rochester Americans         | AHL        | 50  | 5   | 8   | 13  | 44  | —  | — | —  | —  | —  |
| NHL totalt | NHL totalt                  | NHL totalt | 11  | 0   | 0   | 0   | 0   | —  | — | —  | —  | —  |
| AHL totalt | AHL totalt                  | AHL totalt | 246 | 43  | 46  | 89  | 175 | 2  | 0 | 0  | 0  | 0  |
| OHL totalt | OHL totalt                  | OHL totalt | 266 | 107 | 145 | 252 | 414 | 22 | 5 | 10 | 15 | 46 |